# Барвинок (Херсонская область)
Барвинок (укр. Барвінок) — село в Чернобаевской сельской общине Херсонского района Херсонской области Украины.
Почтовый индекс — 75022. Телефонный код — 5547. Код КОАТУУ — 6520383002.

## Население
Население по переписи 2001 года составляло 127 человек.

### Языковой состав
Родной язык населения по данным переписи 2001 года:
| Язык       | Численность, чел. | Доля     |
| ---------- | ----------------- | -------- |
| Украинский | 120               | 94,49 %  |
| Русский    | 4                 | 3,15 %   |
| Молдавский | 3                 | 2,36 %   |
| Итого      | 127               | 100,00 % |

## Местный совет
75022, Херсонская обл., Белозёрский р-н, с. Киселёвка, ул. Радянская, 50